# 세종초등학교 (경기)
세종초등학교(世宗初等學校)는 대한민국 경기도 여주시 교동에 있는 공립 초등학교이다.

## 학교 연혁
- 2005.09.01 초대 김학배 교장 취임
- 2005.09.01 개교(초등 19학급, 병설유치원 2학급)
- 2006.10.26 도서실 개관
- 2007.02.14 제1회 졸업식 실시(130명)
- 2007.09.12 방과후학교시범학교 운영(경기도교육청)
- 2009.03.01 교원능력개발평가선도학교운영(경기도교육청)
- 2010.03.01 교과교육운영개선 운영(경기도교육청)
- 2010.03.01 제2대 최승구 교장 부임
- 2010.11.01 우리말 가꾸기 시범학교 지정(한국방송공사 지정)
- 2011.03.01 특수학급 신설(1학급)
- 2011.09.01 학생 언어문화 선도학교운영(교과부지정)
- 2012.03.01 학교문화개선 연구학교운영(교과부지정)
- 2012.03.01 초등교과(영어)특성화학교운영(경기도교육청)
- 2012.03.01 인성교육실천 시범학교운영(경기도교육청)
- 2013.02.15 제7회 졸업식 실시(누계 1,301명)
- 2013.03.01 초등교과(영어)특성화학교운영(경기도교육청)
- 2013.03.01 Wee Class 신설
- 2013.03.01 초등 39학급(특수학급1폐지)유치원3학급 편성
- 2014.02.14 제8회 졸업식 실시(누계 1,494명)
- 2014.03.01 제3대 권병윤 교장 부임
- 2014.03.01 초등 39학급(특수학급1포함), 유치원 3학급 편성
- 2015.02.13 제9회 졸업식 실시(누계 1,705명)
- 2015.03.01 초등 39학급(특수학급1포함), 유치원 3학급 폐지
- 2022.03.1 초등 박향옥 교장 퇴임